# Otto Fredrik Lorichs

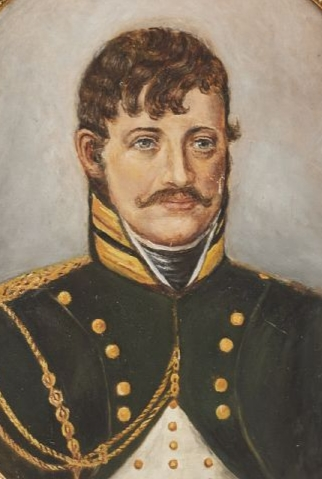
Otto Fredrik Lorichs.

Otto Fredrik Lorichs, född 5 november 1780 i Stockholm, död 28 maj 1829 i Mo, Undersåkers socken, Jämtlands län, var en svensk militär, disponent och bruksägare.
Lorichs blev kornett vid Mörnerska husarregementet 1794 och vid livhusarregementet 1795. Han blev löjtnant vid lätta livdragonregementet 1800 och fick avsked som ryttmästare i armén 1803. Han blev  ryttmästare vid Jämtlands dragonregementets häst jägarekompani 1803 och major i armén 1809 för att slutligen få avsked 1812. Som militär deltog han i det pommerska fälttåget 1806-1807 och i 1808-1809 års fälttåg. Lorichs ägde från 1824 en arvslott i Bernshammars bruk i Heds socken, Västmanlands län. Han var från 1810 disponent vid sin fars Huså bruk där han efterträdde Anders Polheimer och Bengt Didrik Myhrman som ledare för bruket. Han och hans fru bodde först i Hurså men flyttade efter en kort tid till bruksherrgården i Mo. Vid sidan av disponentskapet fördrev han tiden med jakt och fiske där han i rättsprocesser begärde vite av obehöriga inkräktare. Det kan konstateras att Lorichs var mer intresserad av sina nöjen än brukets skötsel och på grund minskade inkomster tvingades man inskränka driften till ett minimum. Eftersom Lorichs saknade erfarenhet från gruv- och bruksverksamhet anlitade hans far Christian Aspgren (1763-1833) och Nils Gustaf Roos (1774-1830) som bruksinspektorer. Lorichs avled 1829 och arvingarna efter Fredrik Otto Hassel sålde "det till nedläggning gränsande tillstånd Huså bruk" 1 maj 1829 för 50.000 riksdaler banco men efter att lånen var lösta räckte inte köpeskillingen till att täcka 1825 års förlagsskuld, förläggare efter firman Bohman, Hassel & Görges konkurs var grosshandlare Ekeman. De nya ägarna till bruket blev bröderna Mauritz, Claes och Erik August Lewenhaupt samt bröderna Gustaf och Fredrik Beskow.
Han var son till bruksägaren Fredrik Otto Hassel och Hedvig Charlotta Görges (1757–1822) samt dotterson till grosshandlaren Lorentz Görges. Han var från 1811 gift med Eva Elisabe Fjellström  (1790–1833) som var dotter till hovpredikanten Nathanael Fjellström (1739–1809). Paret fick sex barn, varav sonen Fredrik Natanael Lorichs (1815–1885) blev överste. Änkan Eva Elisabet Fjellström fick tillsvidare bo kvar på bruksherrgården i Mo och när hon avled 1833 placerades de fem efterlevande barnen hos olika släktingar bland annat hos makarna Ludvig och Charlotta Lorichs.